# Warunkowanie awersji
Warunkowanie awersji – typ przeciwwarunkowania, w którym stan nieprzyjemny kojarzy się z niepożądanym zachowaniem.
W warunkowaniu awersji próbuje się zastąpić pozytywną reakcję na bodziec szkodliwy reakcją negatywną (awersja).
Terapia ta polega na tym, iż nieprzyjemne doznania kojarzy się z niepożądanym zachowaniem. 